# Yi (ethnie)
Pour les articles homonymes, voir Yì.

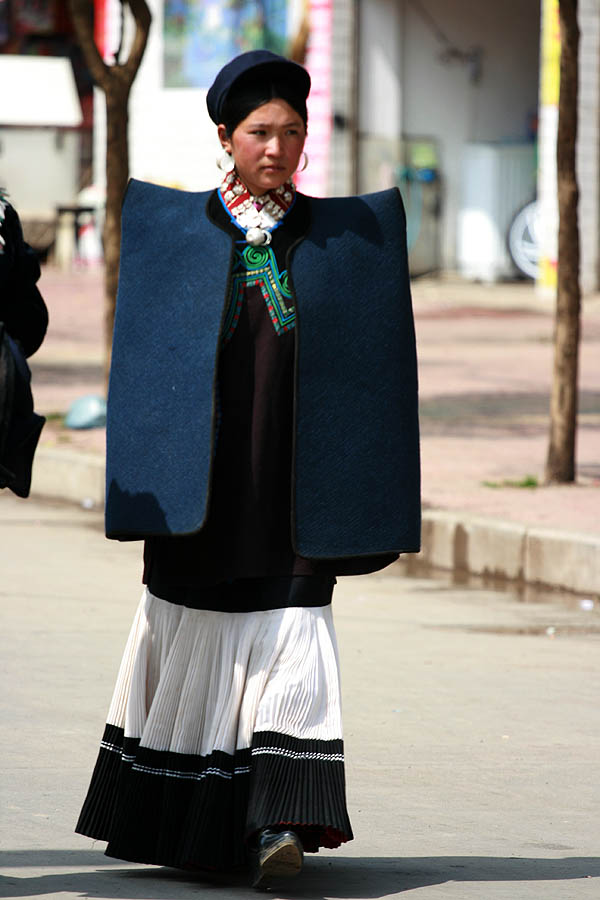
Costume traditionnel Yi dans le district de Butuo, Sichuan, Chine

Les Yi (chinois : 彝族 ; pinyin : Yízú) sont un groupe ethnique de Chine. Leur ancien nom, Lolo ou Luóluǒ (倮倮, luóluǒ, « dénudé »), est maintenant considéré comme péjoratif en Chine, mais est toujours utilisé de façon officielle au Viêt Nam (Lô Lô) et en Thaïlande (Lolo, โล-โล), où il ne revêt pas cette signification dans la langue locale.
On dénombrait 7,8 millions d'individus en 2000, qui représentent le sixième plus grand groupe ethnique des 56 officiellement identifiés par la république populaire de Chine. Ils vivent principalement dans des secteurs ruraux du Sichuan, du Yunnan (notamment Xian autonome yi d'Eshan), du Guizhou et du Guangxi, habituellement dans des régions montagneuses. Les Yi parlent une langue tibéto-birmane, le yi, dont il existe de nombreuses variétés et qu'ils écrivent avec le syllabaire yi.

## Sous-groupes
Tandis que les groupes de Yi se désignent par des noms différents (y compris Nisu, Sani, Axi, Lolo, Acheh) et parfois parlent des langues qui ne sont pas réciproquement compréhensibles, l’État chinois les considère comme une ethnie unique.  Les trois groupes localisés peuvent s’appeler comme ci-dessous:
• Ni (ꆀ).  Les noms Nuosu, Nasu, Nesu, Nisu, etc. sont considérés comme dérivés du nom « ꆀ » (Nip) avec le suffixe -su qui veut dire « un peuple ». Ce groupe inclut aussi le nom « Sani ». De plus, on croit que les noms chinois 夷 et 彝 (pinyin: Yí) sont dérivés du nom « Ni ».
• Lolo. Les noms Lolo, Lolopu, etc. sont reliés à la vénération des tigres parmi les Yi ; dans leurs dialectes, le mot « lo » signifie « tigre ». « Lo » est aussi la base du nom chinois pour le groupe, Luóluó (猓猓, 倮倮, ou 罗罗).  Le caractère original, 猓, avec le radical de chien (犭) et le symbol phonétique guǒ (果), est un péjoratif graphique.  On peut le comparer au nom chinois guǒrán (猓然) qui signifie “singe à longue queue.”  Deux fois, les réformes linguistiques au RPC ont remplacé le caractère 猓 dans le nom des Lolo, la première fois par 倮 (luó) avec un radical humain (亻), mais celui-ci est une variation du caractère 裸 (luǒ) qui signifie “nu.”  Plus tard une réforme l’a remplacé par 罗 (luó), qui veut dire “filet pour attraper les oiseaux.” Paul K. Benedict (anthropologue américain) a noté, “un linguiste chinois influent a remarqué que le nom ‘Lolo’ est insultant uniquement quand il est écrit avec le radical de chien”.
• Autre. Plusieurs autres groupes de Yi, y compris quelques-uns qui appartiennent aux autres ethnies mais que les Chinois reconnaissent comme les Yi, se trouvent dans ce groupe-ci.  Le “Pu” peut être pertinent à une ethnie ancienne qui s’appelle Pu (濮).  Dans les légendes des Yi du nord, les Yi ont vaincu les Pu et leur territoire dans le nord-est de Liangshan.
Les groupes affichés ci-dessous sont mis dans leurs groupes linguistiques générales et leurs emplacements géographiques. Dans chaque classification, les groupes plus grands apparaissent en premier.
| Classification | Population totale (estimée) | Groupes |
| -------------- | --------------------------- | --- |
| Sud            | 1,082,120                   | Nisu, Southern Nasu, Muji, A Che, Southern Gaisu, Pula, Boka, Lesu, Chesu, Laowu, Alu, Azong, Xiuba |
| Sud-est        | 729,760                     | Poluo, Sani, Axi, Azhe, Southeastern Lolo, Jiasou, Puwa, Aluo, Awu, Digao, Meng, Xiqi, Ati, Daizhan, Asahei, Laba, Zuoke, Ani, Minglang, Long                                                                                                 |
| Central        | 565,080                     | Lolopo, Dayao Lipo, Central Niesu, Enipu, Lopi, Popei |
| Est            | 1,456,270                   | Eastern Nasu, Panxian Nasu, Wusa Nasu, Shuixi Nosu, Wuding Lipo, Mangbu Nosu, Eastern Gepo, Naisu, Wumeng, Naluo, Samei, Sanie, Luowu, Guopu, Gese, Xiaohei Neisu, Dahei Neisu, Depo, Laka, Lagou, Aling, Tushu, Gouzou, Wopu, Eastern Samadu |
| Ouest          | 1,162,040                   | Mishaba Laluo, Western Lolo, Xiangtang, Xinping Lalu, Yangliu Lalu, Tusu, Gaiji, Jiantou Laluo, Xijima, Limi, Mili, Lawu, Qiangyi, Western Samadu, Western Gepo, Xuzhang Lalu, Eka, Western Gaisu, Suan, Pengzi                               |
| Nord           | 2,534,120                   | Shengba Nosu, Yinuo Nosu, Xiaoliangshan Nosu, Butuo Nosu, Suodi, Tianba Nosu, Bai Yi, Naruo, Naru, Talu, Mixisu, Liwu, Northern Awu, Tagu, Liude, Naza, Ta'er                                                                                 |
| Non-classifié  | 55,490                      | Michi (Miqie), Jinghong Nasu, Apu, Muzi, Tanglang, Micha, Ayizi, Guaigun |

## Histoire
Les Yi sont des descendants du peuple antique des Qiang de l'ouest de la Chine, peuple que l'on pense être l'ancêtre des peuples tibétain, naxi et qiang actuels. Ils ont émigré du sud-est du Tibet au Sichuan et dans la province de Yunnan, où la majorité de leur population réside maintenant. Ils y auraient fondé, à l'est du royaume de Dian, le royaume agricole de Zina, appelé en sanskrit Cīna चीन, et en mandarin Yelang, importante puissance militaire assujettie en -183, en même temps que le Minyue et peu avant l'Âu Lạc, par le Nanyue.
Au XVe siècle, une petite partie de l'ethnie Lolo s'est installée dans la région du Tonkin (actuel Vietnam). On compte aujourd'hui deux sous-groupes au Vietnam : les Lolos Fleuris vivant dans les districts de Méo Vac et Dong Van (Province de Ha Giang) et les Lolos Noirs vivant dans le district de Bao Lac (Province de Cao Bang). Les Lolos ne sont environ que 4 000 au Vietnam et vivent dans des parties plutôt reculées du pays. Ils vivent essentiellement de l’agriculture (riziculture), de l’élevage, du maraichage, du tissage et du petit commerce.
En 1726, sous la dynastie Qing, l'officier mandchou, Ortai tente d'abolir le système des tusi dans sa politique de réforme de gouvernance (改土归流 / 改土歸流, gǎitǔ guī liú). En 1730, lors d'un de ses rapports à l'empereur Yongzheng, il lui fait remarquer que les populations sont fidèles aux officiers natifs, mais pas à l'autorité chinoise. Plus de 30 000 Yi ont ainsi été abattus dans la petite ville de Mitie. À Wumeng, Dongchuan, Zhenxiong, les peuples des minorités ethniques et les migrants chinois ont été tués par 20 000 militaires conduits par Ortai. Un grand nombre de Yi se sont alors échappés dans les monts Liangshan au Sichuan.

## Culture

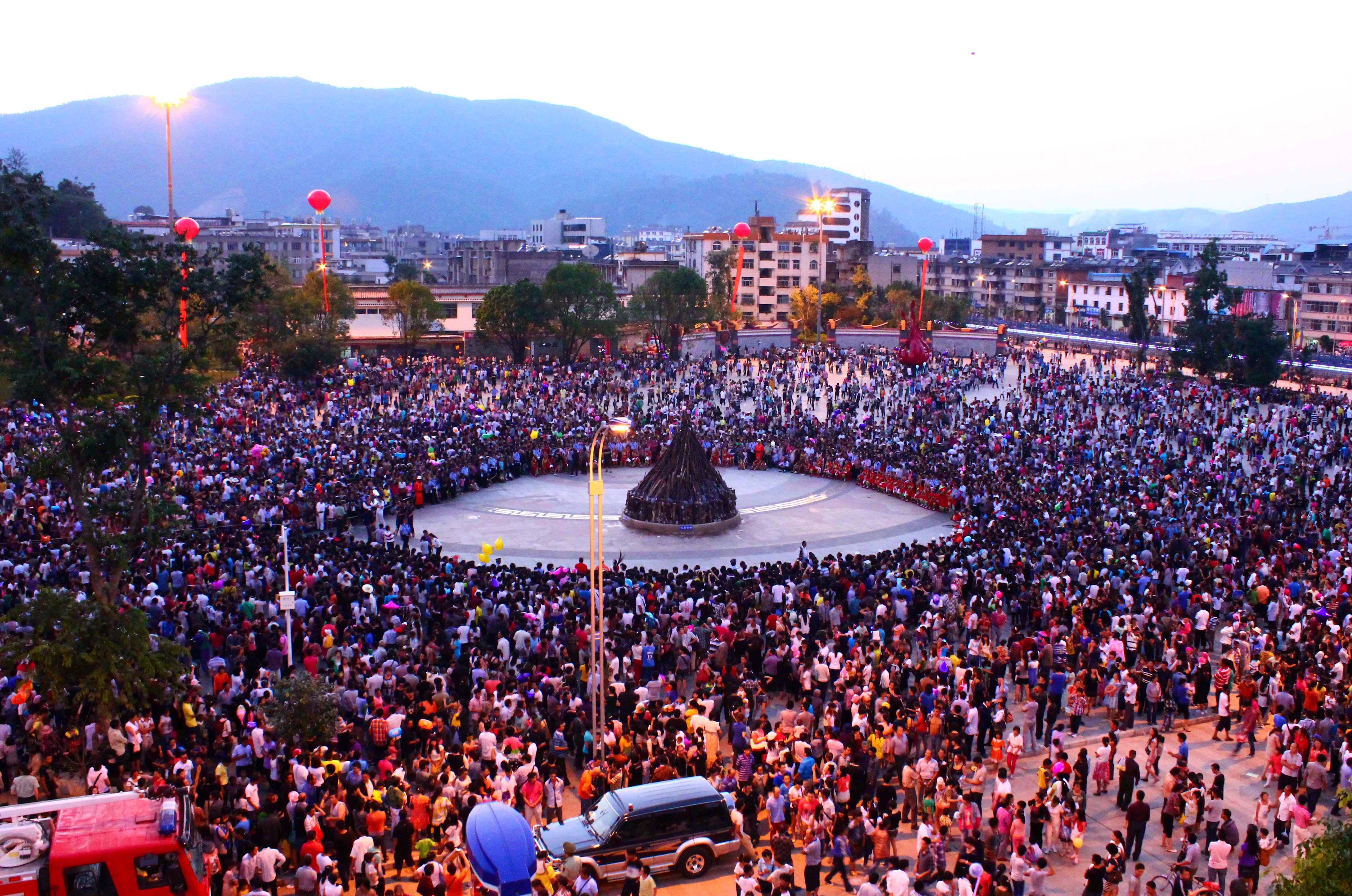
Fête de la torche

Les Yi pratiquent une forme d'animisme sous la direction d'un prêtre chaman connu sous le nom de Bimaw.
Leur religion inclut également beaucoup d'éléments du taoïsme et du bouddhisme. Beaucoup de Yi du nord-ouest du Yunnan ont pratiqué l'esclavage.
Une de leurs fêtes est la fête de la torche en été.
Ils possèdent leur propre nouvel an.

## Personnalités Yi
- Yang Likun (杨丽坤, yáng lìkūn)
- Jike Junyi (吉克隽逸)

### Filmographie
- Frédéric Michalak chez les Lolo noirs au Vietnam[11], film de Christian Gaume, avec Frédéric Lopez, Buena Vista Home Entertainment, Chessy Marne-la-Vallée, Walt Disney Studios Home Entertainment (distrib.), 2012, 1 h 41 min (DVD), dans la collection Rendez-vous en terre inconnue